# رقص آستا قاراباغی
آستا قاراباغی (به ترکی آذربایجانی: Asta Qarabağı) از جمله رقص‌های فولکلوریک قدیمی اهالی آذربایجان است.
این رقص در قره باغ به وجود آمده است. ترتیب حرکات رقص ثابت و سرعت آن آرام است. 